# Ceratinella fumifera
Ceratinella fumifera là một loài nhện trong họ Linyphiidae.
Loài này thuộc chi Ceratinella. Ceratinella fumifera được Kendo Saito miêu tả năm 1939.